# تصنيف دنيس
تصنيف دنيس هو نظامُ تصنيفٍ للكسور العجزية.

## التصنيف
| المنطقة | الوصف                                                      |
| ------- | ---------------------------------------------------------- |
| I       | كسرٌ وحشيٌ بالنسبة للثقبة العجزية                            |
| II      | كسرٌ عبر الثقبة العجزية                                     |
| III     | كسرٌ إنسيٌ بالنسبة للثقبة العجزية، ويمتدُ نحو القناة النخاعية |